# Comuna Savro, Peatîhatkî
Savro (în ucraineană Савро) este o comună în raionul Peatîhatkî, regiunea Dnipropetrovsk, Ucraina, formată din satele Balkove, Cervona Poleana, Ciîhrînivka, Demurîno-Varvarivka, Halîna Lozuvatka, Kameane, Novoivanivka, Savro (reședința) și Vilne.

## Demografie
Componența lingvistică a satului Savro
     Ucraineană (93,02%)
     Rusă (6,31%)
     Alte limbi (0,39%)
Conform recensământului din 2001, majoritatea populației satului Savro era vorbitoare de ucraineană (93,02%), existând în minoritate și vorbitori de rusă (6,31%).